# Aalsum (Noardeast-Fryslân)
Aalsum (Fries: Ealsum, [’ɪ.əlsm]) is een dorp in de gemeente Noardeast-Fryslân, in de Nederlandse provincie Friesland. Aalsum ligt ten vlak ten noorden van Dokkum. Het dorp is een deels afgegraven terp langs de Aalsumervaart. In 2023 telde het dorp 120 inwoners. Ongeveer de helft daarvan woont in de buurtschap Tiltjeburen dat in het postcodegebied van Aalsum ligt.

## Geschiedenis

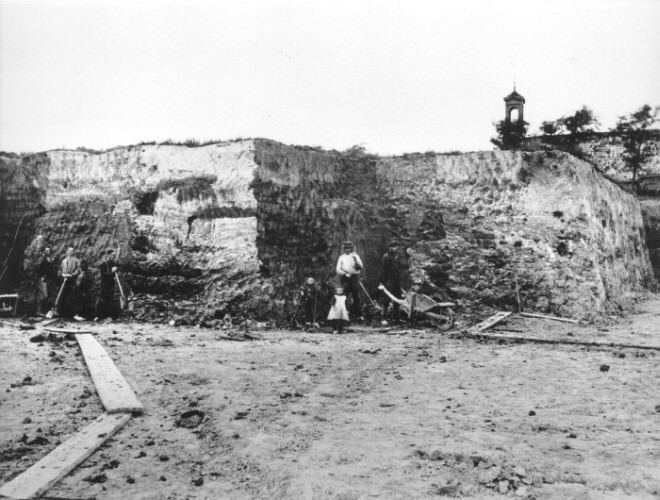
Arbeiders bezig met de afgraving van de terp

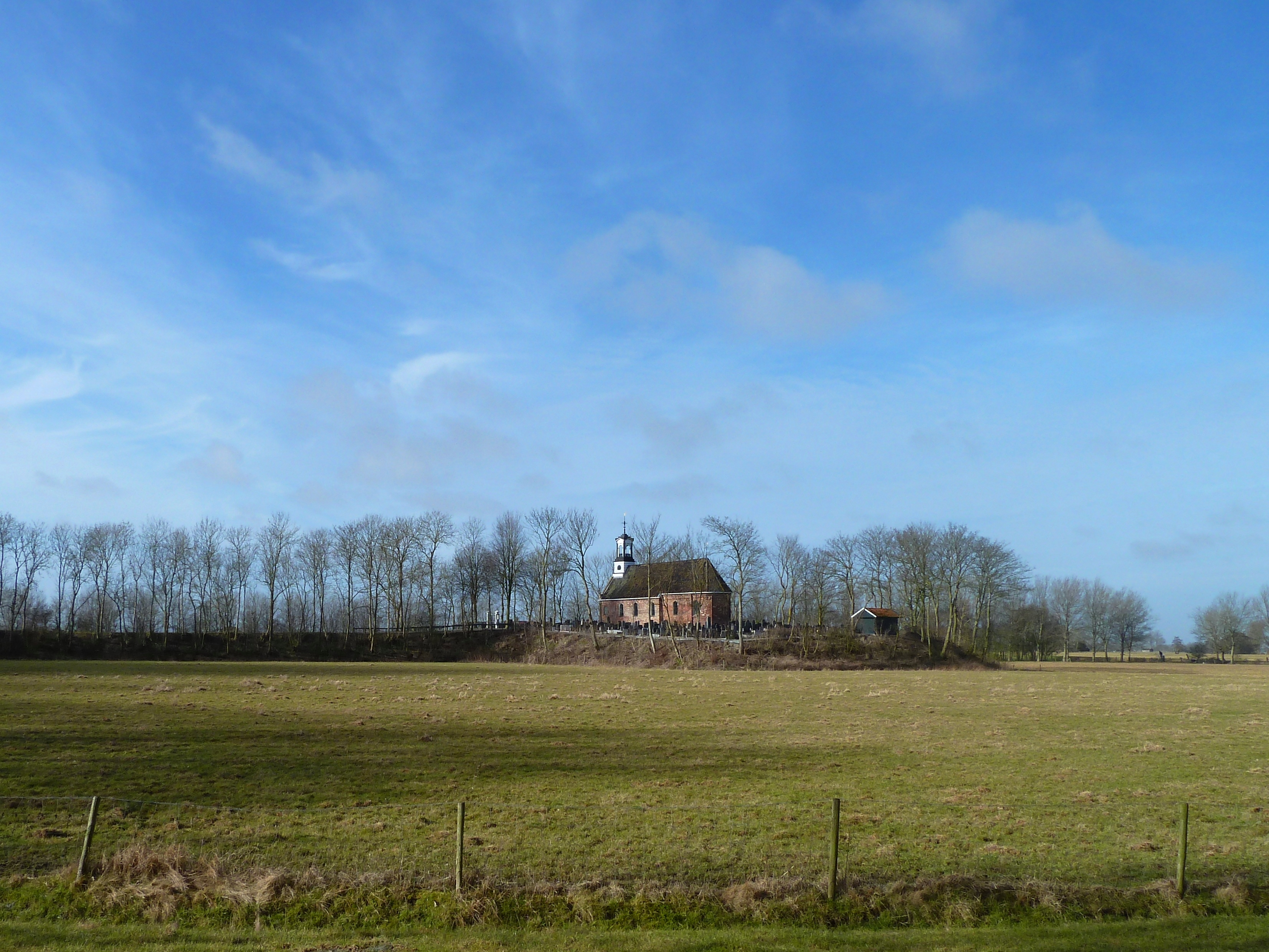
De terp met de kerk van Aalsum

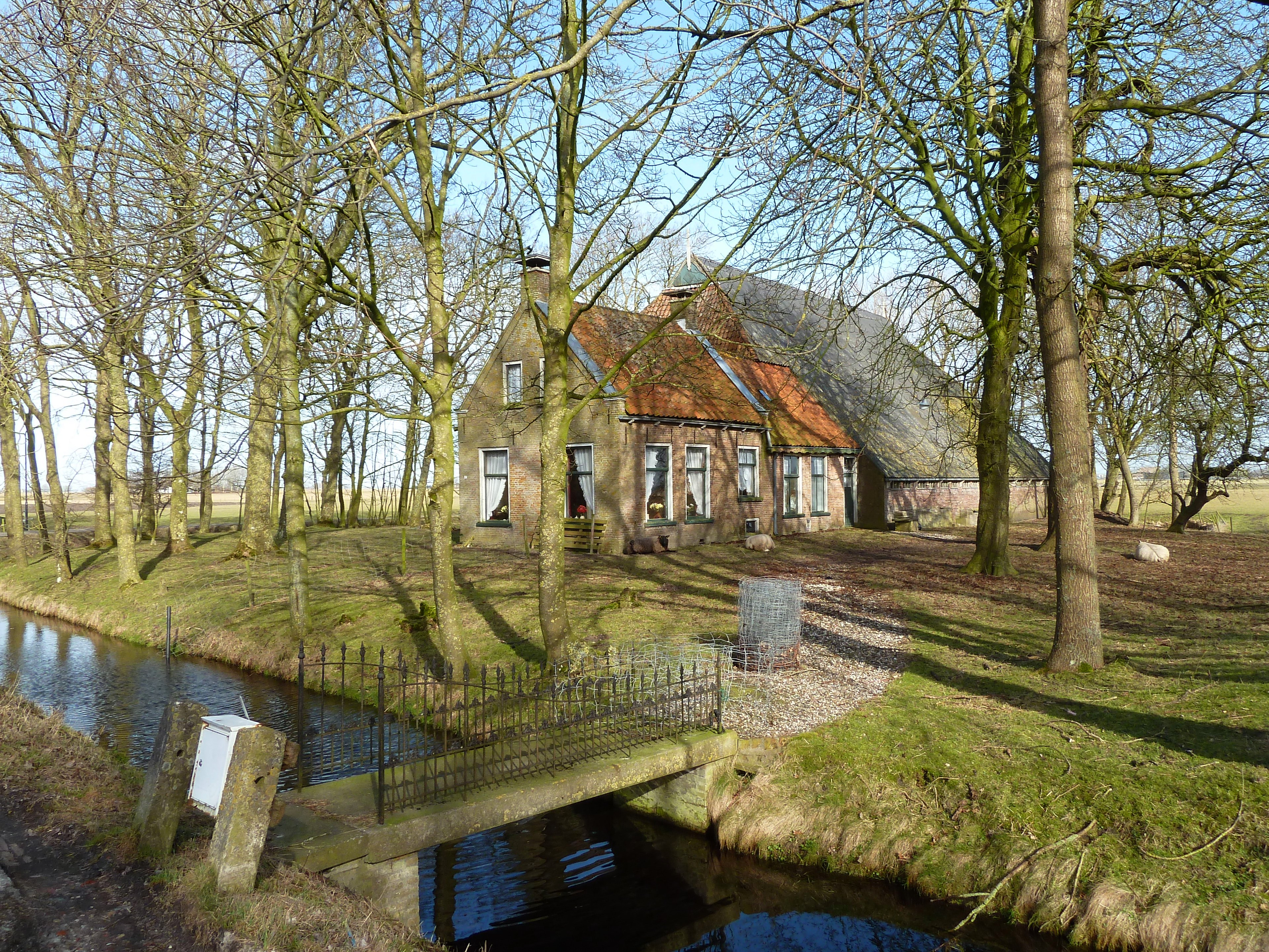
kop-hals-rompboerderij aan de ossengang

Aalsum is ontstaan op een terp van 5,3 meter boven NAP. De terp had oorspronkelijk een omvang van ongeveer 4 hectare, maar werd begin jaren 1880 voor het grootste deel afgegraven. Alleen het deel waar de kerk en het laatst resterende kerkpad (de oude doodweg) zich bevinden geven nu duidelijk de contouren van de relatief hoge wierde aan. Het oostelijke, noordelijke en westelijke kerkpad zijn verdwenen bij de afgraving van de wierde. Wel is het noordelijke kerkpad over de 'bodem' van het noordelijk deel van de afgegraven wierde een onderdeel van een historisch wandelpad. Een deel van de omtrek van de terp wordt gemarkeerd door de oude ossengang. Rondom het resterende deel stroomt de Aalsumervaart, een gegraven kanaal tussen Dokkum en de rivier de Paesens.
De terp had vroeger een radiale verkaveling, waarbij de kerk precies in het midden stond. Aan de buitenzijde van de ringweg staat de enige nog resterende bebouwing. Buiten de ringweg en de vaart loopt de radiale verkaveling verder het landschap in. De spaarzame bebouwing van het dorp wordt gevormd door enkele huizen en boerderijen aan de oostzijde van de ossengang, langs de vaart naar het zuiden toe en verspreid door het landschap.
De terp dateert waarschijnlijk uit de vroege middeleeuwen; bij de opgravingen werden onder andere een 7e-eeuwse spang, een eikenhouten weefzwaard en hoofdkappen uit de laat-Merovingische of Karolingische periode gevonden. Andere voorwerpen die werden gevonden, waren een bronzen mantelspeld met een versiering van gecloisonneerde steentjes, een bronsblikken gordelversiering en een gouden ring met een rode steen
De eerste vermelding van het dorp is in een lijst van bezittingen van de abdij van Fulda uit 944/45, toen het in Atlesheim werd genoemd. In 1399 werd het vermeld als Aelsom, daarna Ailsum, in 1505 als Aelzum, in 1579 als Aelsom en in de 16e eeuw ook Aelsen. In 1718 werd de plaatsnaam gespeld als Aalsum. In de 19e eeuw komt daarnaast ook de spelling Aalzum voor.
De plaatsnaam verwijst er meer dan waarschijnlijk naar dat het de woonplaats (heem/um) was van de persoon Athal of mogelijk ook Atle of Athel.

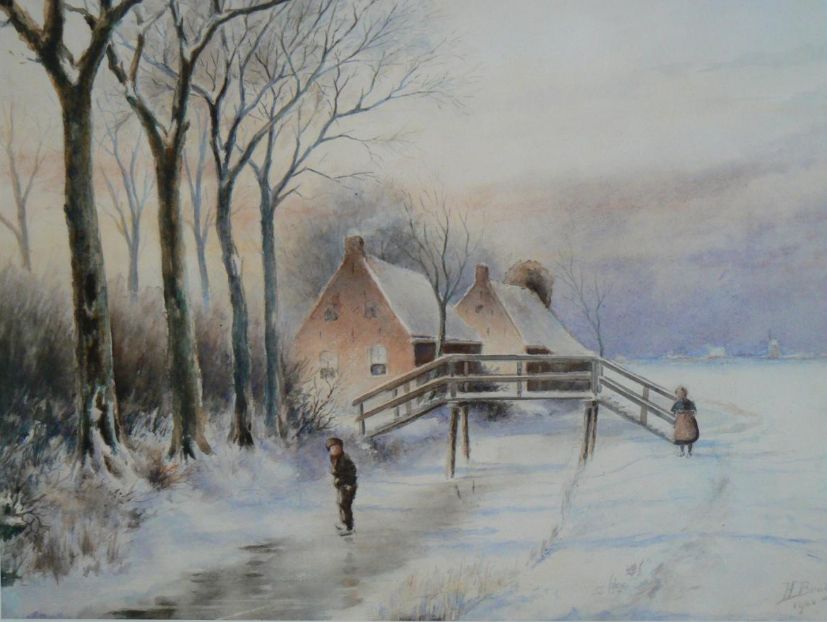
Aquarel van de Dokkumse onderwijzer Hendrik Bruining (1900): winterlandschap met jongetje op het ijs, bij 'het heechhout' te Aalsum.

Het dorp heeft een flinke himrik, die in het verleden nog groter is geweest. Dit kwam doordat Dokkum geen klokslag (rechtsgebied buiten de stad) heeft gekend, zodat de gracht rond de stad vroeger ook de grens met Aalsum vormde. Met de groei van Dokkum naar het noorden kwam het regelmatig tot grenscorrecties met Oostdongeradeel, wat de gemoederen tussen beide gemeenten soms hoog deed oplopen.
Een geplande grenscorrectie ging zelfs niet door, omdat hierdoor de burgemeester van de gemeente Oostdongeradeel in Dokkum zou komen te wonen. Kerkelijk werden de oude himrikgrenzen nog tot 2005 gehanteerd; veel Dokkumers vielen vroeger kerkelijk dan ook onder Aalsum. In 2005 fuseerden de hervormde gemeenten van Dokkum en Aalsum-Wetsens na veel overleg; de Aalsumers wensten niet 'via de achterdeur' alsnog 'Dokkumers' te worden.
Tot de gemeentelijke herindeling van 1984 maakte Aalsum deel uit van de toenmalige gemeente Oostdongeradeel. Van 1984 tot 2019 lag het in gemeente Dongeradeel, waarna deze opging in de nieuwe gemeente Noardeast-Fryslân.

## Huisterpen
Ten noorden van Aalsum, tegenover de Droppingwei, ligt een terrein met drie middeleeuwse huisterpen uit de 12e en 13e eeuw, die van elkaar gescheiden zijn door laagtes.

## Kerk

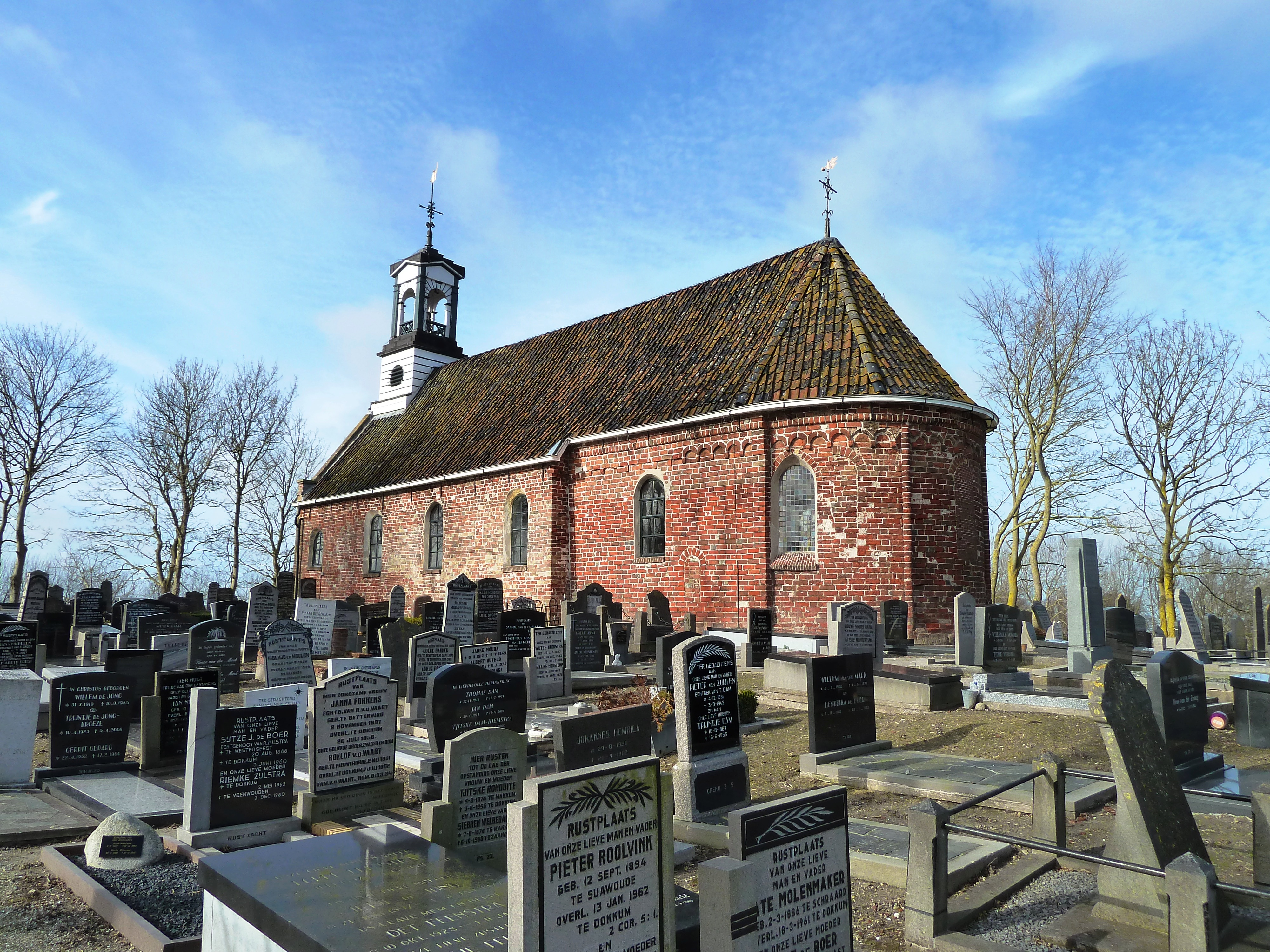
De kerk van Aalsum

De romaanse kerk van Aalsum dateert uit ongeveer 1200 en was gewijd aan de heilige Catharina van Alexandrië. Midden 13e eeuw werd het relatief lange en inspringende priesterkoor met halfronde apsis gebouwd. Rond 1500 werd het schip verlengd naar het westen. In 1843 werd de toren afgebroken en vervangen door een houten dakruiter op de westgevel, waarin de klok van Jan Butendiic (Steven Butendiic) uit 1440 werd gehangen.
Op de klok staan afbeeldingen van de heilige Anna. Bij een restauratie in 1960 werd de dakruiter vervangen en gewijzigd. Het hek van de begraafplaats voor de kerk met het opschrift 'memento mori' ("gedenk te sterven") dateert van 1843. In 2009 kwam Aalsum in het nieuws doordat op het kerkhof een grafsteen uit zichzelf, meerdere malen, een meter verschoof.
Tijdens de Tweede Wereldoorlog werden in het geheim wapenleveringen gedropt net ten noorden van de Paesens. Hoewel de Wehrmacht slechts twee kilometer verderop was gevestigd, werden deze leveringen nooit ontdekt. Op 16 april 1945 werden op het kerkhof van Aalsum twee Canadezen begraven die waren omgekomen bij de schermutseling bij Oostmahorn.

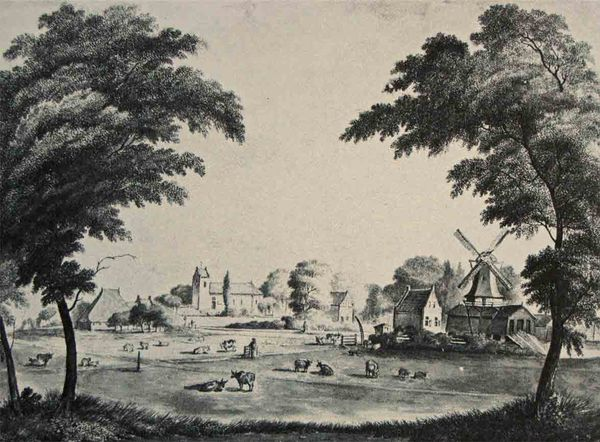
Mockemastate (voorgebouw) en Holdinga state begin 19e eeuw

## States
Bij Aalsum hebben twee states gestaan. In Aalsum zelf stond ten zuiden van de kerk van Aalsum de Mokkemastate, waarvan uit de begintijd weinig meer bekend is dan dat deze in 1492 voor de tweede maal verwoest werd. De state werd herbouwd en veranderde verschillende malen van eigenaar.
In de 18e eeuw woonden er pachtboeren en was het mogelijk nog in gebruik als zomerhuis. Rond 1800 moet het huis zijn verworden tot een ruïne, omdat in 1811 het huis in puin lag. Het poorthuis c.q. voorhuis van de state is nog tot ca. 1930 als woonhuis in gebruik geweest. Na de afbraak zijn de kloostermoppen gebruikt voor de restauratie van de middeleeuwse kerk in Stiens. Op de plek van de state ligt anno begin 21st eeuw een parkeerterreintje ten zuiden van de kerk.
De andere, de Stinstrastate stond in de buurtschap Sibrandahuis ten oosten van de wierde. De state wordt voor het eerst genoemd in 1583 als een Fries langhuis. Op de plek van de state staat sinds 1900 een omgrachte boerderij, die ook de naam Stinsterastate draagt.

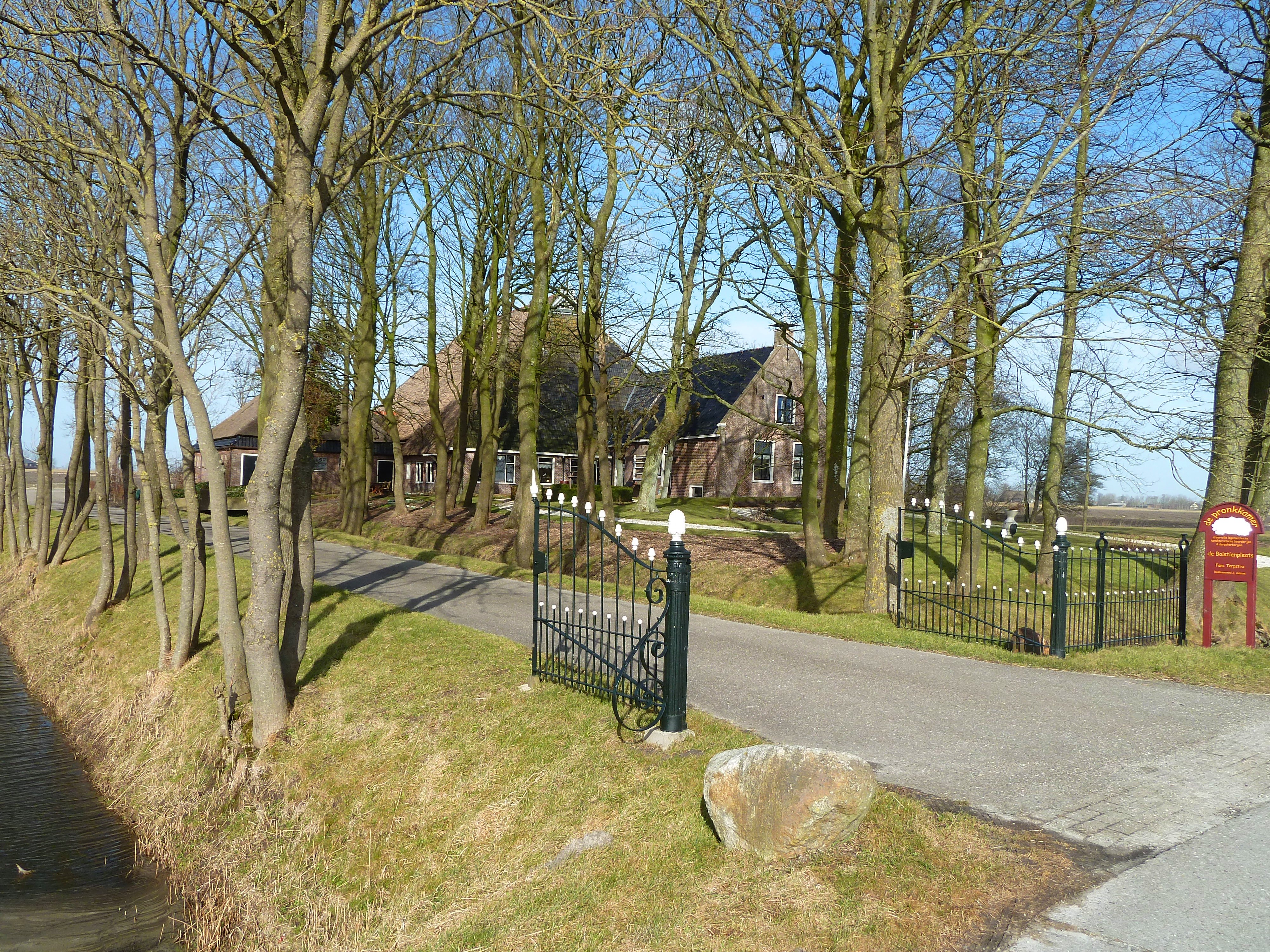
Boerderij Bolstienpleats uit 1860 aan de Dokkumerwei

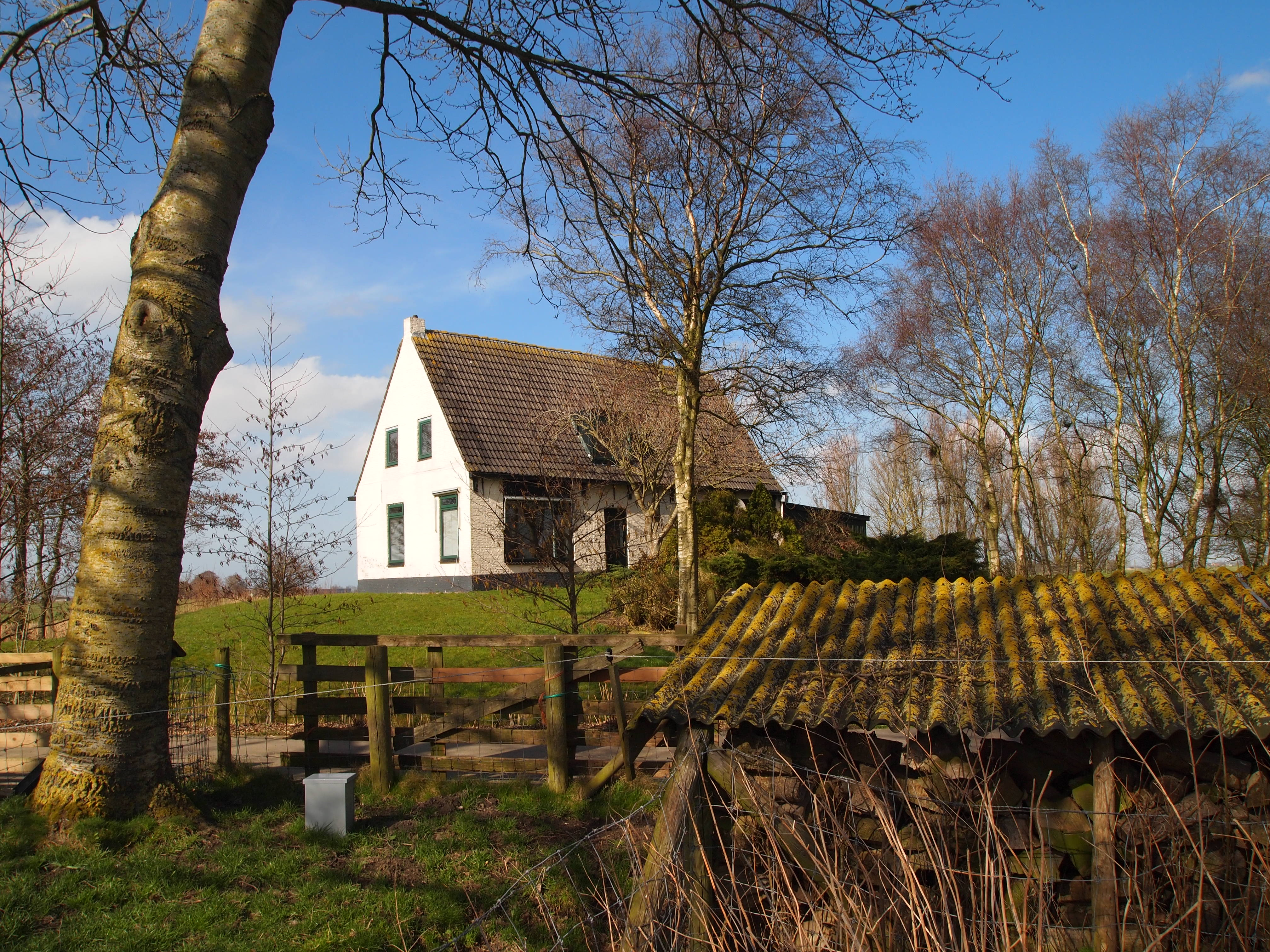
Huis op de terp naast de kerk

## Molens
Aalsum heeft een korenmolen gehad tussen ongeveer 1520 en ongeveer 1630.
In de eerste helft van de 18e eeuw werd de zaagmolen 'Eben Haëzer' gebouwd aan de Aalsumervaart, ten zuiden van Aalsum. Tijdens de Eerste Wereldoorlog werd er een mosselpellerij gevestigd. In 1927 werd de molen afgebroken. Later verrees hier een wijk van Dokkum.

## Treinstation
In 1901 werd de spoorlijn Leeuwarden - Anjum (Dokkumer Lokaaltje) geopend. Het station van Dokkum werd bij Aalsum geplaatst; station Dokkum-Aalsum. In 1935 werd het passagiersvervoer tussen Dokkum en Anjum stopgezet en werd Dokkum-Aalsum het eindstation van de lijn.
In 1936 werd het passagiersvervoer volledig stopgezet. Tussen 1940 en 1942 werd de lijn nog korte tijd in gebruik gesteld, maar daarna werd de lijn alleen nog voor goederenvervoer gebruikt, tot ook dat stopte in 1975. Het station werd in de jaren 1970 afgebroken en de lijn opgebroken.

## Onderwijs
In Aalsum stond vroeger een schooltje, dat later werd afgebroken, waarna er arbeiderswoningen werden gebouwd.

## Bevolkingsontwikkeling
| 551¹ | 57 | 54 | 62 | 61 | 53 | 755¹ | 79 | 82 | 76 | 415¹ | 378¹ | 376¹ | 178² | 152¹ | 153¹ | 162¹ | 150¹ | 145¹ | 125¹ | 130¹ | 120¹ |
| Data afkomstig van volkstellingen.nl & CBS. ¹inclusief buiten kom ²na grenswijziging met o.a. Dokkum in 1965 |    |    |    |    |    |      |    |    |    |      |      |      |      |      |      |      |      |      |      |      |      |

## Geboren
- Hendrik Helder Pzn. (1849-1926), binnenlands agent, koopman en graanhandelaar
- Rink van der Velde (1932-2001), schrijver en journalist

## Trivia
De schrijver en dichter Durk van der Ploeg (1930) groeide op in Aalsum.